# Blairstown (Iowa)
Blairstown – miasto w Stanach Zjednoczonych, w stanie Iowa, w hrabstwie Benton.

## Demografia
W 2000 roku liczyło 682 mieszkańców. W 2023 roku liczba mieszkańców nieznacznie wzrosła do 704 osób, a gęstość zaludnienia przekroczyła 586 osób/km².